# Mesapamea struvei
Mesapamea struvei là một loài bướm đêm trong họ Noctuidae.